# Mirage topologique
En cosmologie, un mirage topologique est un hypothétique mirage, qui serait dû à la forme de l'Univers. Plus précisément, cet effet serait lié à la structure et aux raccordements topologiques de celui-ci.
Ce mirage nous donnerait l'impression que l'univers est plus vaste qu'il ne l'est en réalité en démultipliant les sources « lumineuses » qui nous proviennent du cosmos : un peu comme une pièce tapissée de miroirs réfléchit infiniment son propre contenu.

## Origine de la théorie
Cette hypothèse a été popularisée par le cosmologue français Jean-Pierre Luminet dans le cadre de l'hypothèse d'un univers multiconnexe (ou « Univers chiffonné » selon la terminologie employée par J.-P. Luminet). L'examen des données portant sur les anisotropies du fond diffus cosmologique provenant du satellite WMAP tend à confirmer cette théorie. Le satellite Planck lancé en 2009 a apporté de plus amples informations sur le sujet.

## Origine de l'illusion

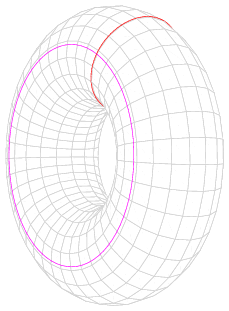
Toutes les « droites » d'un tore reviennent sur elles-mêmes. Les rayons lumineux suivent ces
« droites ».

Pour exister, le mirage topologique a besoin d'un univers fini, mais sans bord. Pour visualiser un tel espace imaginons une surface à deux dimensions, celle d'un tore : la surface d'un tore est bel et bien finie, par contre on ne peut lui trouver de bordure.
La relativité générale stipule que les rayons lumineux se déplacent selon les géodésiques - les « lignes droites » - de l'espace. Donc dans un espace analogue à la surface d'un tore, les rayons lumineux vont inexorablement revenir à leur point de départ. Ce faisant, un observateur placé à l'intérieur de cet espace se verra lui-même en de multiples exemplaires puisque sa propre image finira toujours par lui revenir et ce, peu importe la direction dans laquelle il regarde. L'illusion d'une répétition infinie de motifs lui sera donc apparente, on parlera alors d'un mirage topologique.